# Per Hansson
Per Hansson (ur. 24 lipca 1922, zm. 12 czerwca 1982 w Oslo) norweski dziennikarz i pisarz.
Był redaktorem w kilku norweskich dziennikach, oraz pisywał do największego ‘Dagbladet’. Pisał książki dotyczące udziału Norwegii w II wojnie światowej. W Polsce wydano jego dwie pozycje: 
Co dziesiąty musiał umrzeć (WM Gdańsk 1975) opowieść o losach marynarzy w konwojach alianckich, oraz Niebezpieczna gra (MON 1969) oparta na faktach opowieść o Norwegu Gunvaldzie Tomstadzie, który postanowił być kolaborantem, aby informacje uzyskane od Niemców przekazywać norweskiemu ruchowi oporu. Na podstawie tej powieści nakręcono w 1967 film.